# Ángel Berni
Ángel Antonio Berni Gómez (* 9. Januar 1931 in Asunción, Paraguay; † 24. November 2017) war ein paraguayischer Fußballspieler, der mit der Nationalmannschaft seines Heimatlandes an der Fußball-Weltmeisterschaft 1950 in Brasilien teilnahm.

## Karriere

### Vereinskarriere
Ángel Berni begann seine Karriere beim Verein Club Olimpia aus der paraguayischen Hauptstadt Asunción. Nachdem er von 1945 bis 1949 die Jugendabteilungen des Vereins durchlaufen hatte, wurde er im Jahre 1949 in den Profikader des Rekordmeisters von Paraguay übernommen. Nach zwei Jahren in bei Olimpia, in denen er jedoch keine Meisterschaft feiern konnte, ging er weiter nach Kolumbien zu den Boca Juniors nach Cali. Dort wurde er Pokalsieger, ging aber nach nur einem Jahr zu CA San Lorenzo de Almagro in die argentinische Hauptstadt Buenos Aires. Bei San Lorenzo spielte er zusammen mit anderen Fußballgrößen wie dem argentinischen Topstürmer José Sanfilippo oder dessen Landsmann René Pontoni. In seiner Zeit bei San Lorenzo de Almagro gelang Ángel Berni in seiner letzten Saison bei dem Verein im Jahre 1959 der Gewinn der argentinischen Meisterschaft mit sieben Punkten Vorsprung von Racing Club de Avellaneda. Im Jahr 1954 wurde er in Diensten von CA San Lorenzo de Almagro mit 29 Toren Torschützenkönig der Primera División Argentiniens. 1959 wechselte er dann zum Ligakonkurrenten Gimnasia y Esgrima de La Plata, wo er sich jedoch nicht durchsetzen konnte und nicht einmal ein Jahr später Südamerika verließ und sich Betis Sevilla aus Spanien anschloss. Dort ließ Berni von 1960 bis 1964 seine Karriere ausklingen.

### Nationalmannschaft
In der Nationalmannschaft Paraguays war Ángel Berni auch aktiv. Er nahm an der Fußball-Weltmeisterschaft 1950 in Brasilien teil, für die sich Paraguay wegen des Verzichts von Ecuador und Peru automatisch qualifiziert hatte. In Brasilien jedoch scheiterte man bereits nach der Vorrunde. In der Gruppe C spielte Paraguay zusammen mit Schweden und Italien, nachdem Indien abgesagt hatte. Gegen die Nordeuropäer gelang Paraguay noch ein 2:2-Unentschieden, dann jedoch unterlag man Italien mit 0:2, sodass man als Gruppenletzter ausschied. Ángel Berni kam in keinem der beiden Spiele zum Einsatz.